# Radźputowie

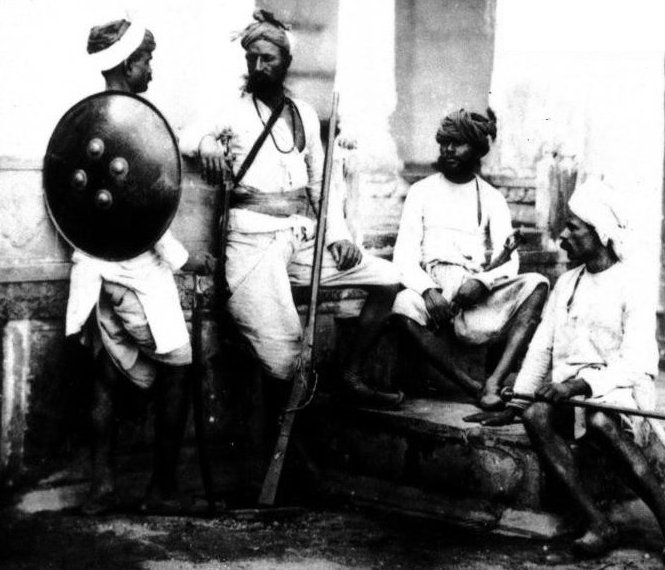
Radźputowie

Radźputowie (także radżputowie; ang. radjputs; राज्पुत, dosłownie królewscy synowie) – członkowie indyjskich rodów rycerskich zamieszkujący środkowe i północne Indie – dawną Radźputanę.
Współcześni radźputowie uważają się najczęściej niesłusznie za potomków indoaryjskich wojowników. Należą do warny kszatrijów i różnią się obecnie między sobą pod względem statusu społecznego. 
Radźputowie zyskali znaczenie polityczne w IX–X w., bowiem księstwa radźpuckie były jedną z głównych przeszkód całkowitego opanowania Indii przez muzułmanów. Po ugruntowaniu się władzy muzułmańskiej zachowali niezależność w twierdzach Radźputany oraz w środkowej części Indii. W latach 1568–69 mogolski cesarz Akbar opanował twierdzę Ćitor oraz Ranthambhor we wschodnim Radżastanie i narzucił zwierzchność wszystkim księstwom radźpuckim oprócz Mewaru. 
Po upadku imperium Mogołów radźputowie zostali zdominowani przez Marathów. Od 1818 roku narzucili im zwierzchność Brytyjczycy. W 1947 roku, po uzyskaniu przez Indie niepodległości, księstwa radźpuckie zostały połączone w granicach stanu Radżastan.